# James O'Brien (3e marquis de Thomond)
James McEdward O'Brien, 3e marquis de Thomond, (1769-1855), est un officier de marine britannique.
O'Brien, né en 1769, est le troisième fils d'Edward Dominic O'Brien, capitaine dans l'armée (d. 1801). Sa mère est Mary Carrick, et son oncle, Murrough O'Brien, est le premier marquis de Thomond. Il hérite de son titre à la mort de son frère William O'Brien (2e marquis de Thomond).

## Carrière navale
Il entre dans la marine le 17 avril 1783 à bord du HMS Hebe, en poste dans la Manche. De 1786 à 1789, il est aspirant sur le Pegasus de 74 canons et le HMS Andromeda, tous deux commandés par le duc de Clarence, sous qui il sert également avec la flotte de la Manche sur le HMS Valiant en 1790. En tant que lieutenant, il rejoint, successivement, sur la station d'attache, le HMS London second ordre, le HMS Artois cinquième rang de 38 canons et le HMS Brunswick. Dans ce dernier navire, il assiste à la célèbre retraite de William Cornwallis, les 16 et 17 juin 1795. Le 5 décembre 1796, il est promu au commandement du sloop HMS Childers. De 1800 à 1804, il commande Emerald sur la station des Antilles, où, le 24 juin 1803, il capture L'Enfant Prodigue, une goélette française de seize canons, et au printemps 1804 se distingue en acheminant les approvisionnements à la capture du Surinam, ainsi qu'en battant une expédition projetée par l'ennemi contre Antigua.
Le 29 novembre 1809, il obtient un mandat royal de préséance comme si son père avait accédé au marquisat de Thomond, et s'appelle désormais Lord James O'Brien. De septembre 1813 à novembre 1815, il sert dans la Manche sur le HMS Warspite. Il devient contre-amiral en 1825, vice-amiral en 1837, amiral à part entière le 13 mai 1847 et amiral du Rouge en 1853. A l'avènement de Guillaume IV, il est fait Lord de la chambre, et nommé à l'Ordre royal des Guelfes le 13 mai 1831. Il succède à son frère, William O'Brien, le 21 août 1846 en tant que troisième marquis de Thomond.
Il meurt dans sa résidence, près de Bath, en Angleterre, le 3 juillet 1855, et est enterré dans les catacombes de l'église St. Saviour, Walcot, Bath, le 10 juillet.

## Famille
Il épouse, le 25 novembre 1800, Eliza Bridgman, deuxième fille de James Willyams de Carnanton House, Cornouailles (elle meurt le 14 février 1802) ; et se remarie en 1806, alors qu'elle se trouve aux Antilles, avec Jane, fille de Thomas Ottley et veuve de Valentine Horne Horsford d'Antigua (elle meurt le 8 septembre 1843); et enfin, le 5 janvier 1847, à Bath, avec Anne, sœur de CW Flint et veuve du contre-amiral Francis William Fane.
O'Brien ne laisse aucun descendant, et le marquisat de Thomond et le comté d'Inchiquin disparaissent, mais la baronnie d'Inchiquin passe à l'héritier mâle, Lucius O'Brien, qui devient le treizième baron d'Inchiquin le 3 juillet 1855.